# 薩爾杜爾巴克河
薩爾杜爾巴克河是意大利的河流，位於波爾扎諾自治省，屬於阿迪傑河的左支流，河道全長21.5公里，流域面積100平方公里，河口處在斯盧德爾諾。

## 外部連結
- Civic Network of South Tyrol （页面存档备份，存于） （德文）